# Троицкий собор (Новомосковск)
Свя́то-Тро́ицкий собо́р — православный храм; уникальное деревянное сооружение, построенное в 1778 году Якимом Погребняком с Харьковщины без единого железного гвоздя в городе Самар (с 1794 по 2024 гг. — [[Самарь(Днепропетровская область)|Новомосковск]]). Памятник украинского барокко XVIII столетия.

## История собора

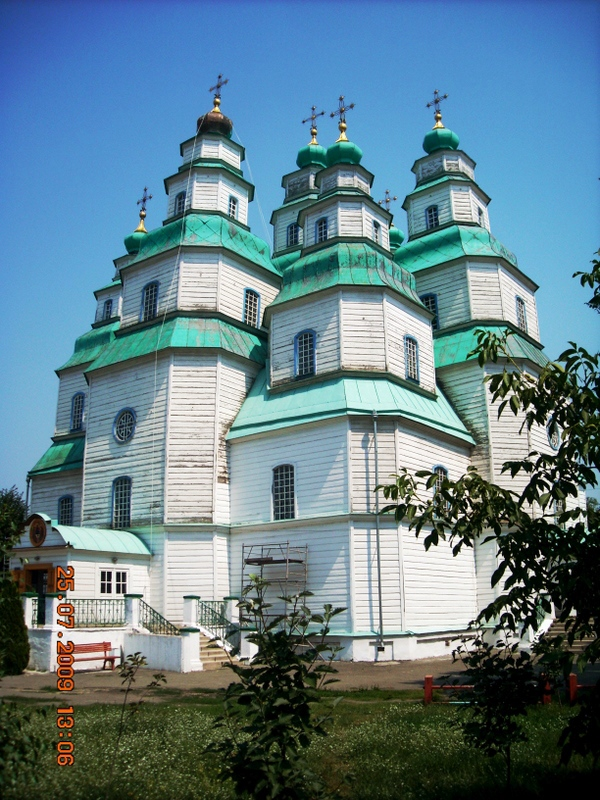
Свято — Троицкий собор. Вид западной части

В 1773 году полковник Антон Головатый и старшины Войска Запорожского на своей Раде решили построить трёхпрестольную церковь: главный престол — во имя Пресвятой Троицы; правый — во имя апостолов Петра и Павла; левый — во имя трёх святителей Василия Великого, Григория Богослова, Иоанна Златоуста. Грамота на постройку новой церкви была выдана Киевским митрополитом. Выбрав место, запорожцы купили несколько домов, сломали их, разобрали существовавшую старую церковь. 2 июня 1775 года, за несколько дней до уничтожения Запорожской Сечи, заложенное место под Свято-Троицкий Храм было освящено и началось его строительство.
Для строительства церкви запорожцы пригласили мастера из Новой Водолаги Харьковской губернии Акима Погребняка. На собравшемся Совете «почтенных батькив» Слободы он предложил построить церковь с 9 куполами и нарисовал её на доске. Запорожцы утвердили проект и поручили мастеру её строительство за 2000 рублей, из которых Погребняк сам пожертвовал на строительство 24 рубля. Общая стоимость постройки Собора обошлась в 16763 руб. 71 коп. Строительство было закончено в 1778 году и 13 мая 1778 года собор был освящён. За этот шедевр деревянного зодчества выдающийся народный мастер получил своеобразный Знак качества — Аттестат.

## Описание собора

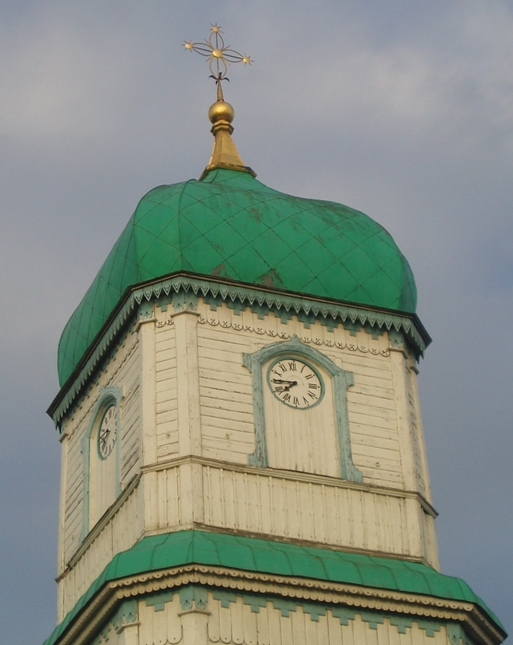
Фрагмент колокольни собора с часами

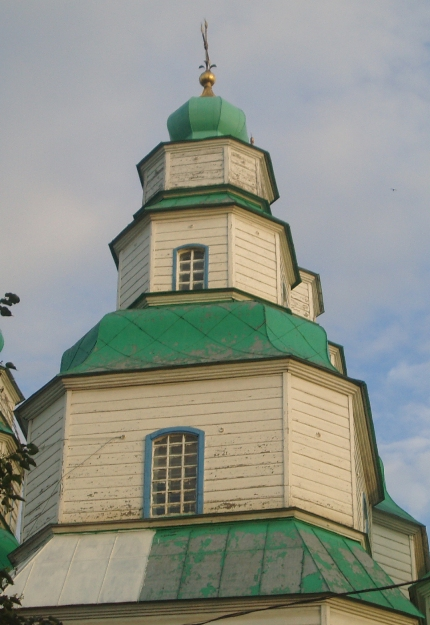
Фрагмент башни собора

Здание стоит на высоком кирпичном фундаменте в окружности 58 сажень, общей площадью 512 м2. Стены переходят прямо в башни-купола в 4-х ярусах, по три в линию, три ряда. Они связаны между собой так, что каждый служит опорой для соседних на основе равновесия, создав гармонию и красоту со всех сторон. Стены и башни-купола сложены из толстых дубовых и сосновых брусьев диаметром 40—45 см в «лапу» на деревянных шипах, без применения железных гвоздей. Средние башни-купола выше боковых, центральная из них выше средних, она высотой 35 м от земли. Купола окрашены в зелёный цвет. Снаружи все брусья-брёвна обшиты деревянными досками-шилевками, прикреплёнными железными гвоздями. Доски окрашены в белый цвет. Никаких поддерживающих колонн, никаких подпор и подставок как в середине, так и снаружи нет. С западной стороны к главному входу сделана каменная лестница, поставлен небольшой коридор. Такие же коридоры с лестницами имеются с южной и северной стороны здания.
Внутри здание храма ещё красивее, имеет праздничный вид. В нём большой зал, общий потолок с 9 башнями-куполами, в стенах которых высокие окна. В центре и по бокам висят оригинальные люстры. У западной стороны над входом расположен балкон с чугунной решёткой — для хора. У восточной стороны — поднятый пол под алтарь. Средний главный престол, взятый из старой церкви, был освящён 13 мая 1778 года. Вновь изготовленные боковые — левый был освящён 30 августа 1780 года, правый — 10 сентября того же года. Колокольня с часами построена была впоследствии. Самый большой колокол весил 262 пуда 14 фунтов, стоимостью 7220 руб.
Уникальность архитектурной идеи состоит в расположении 9 башен-куполов. При осмотре собора с любой возможной точки пространства (без учёта возможности осмотра с воздуха) видимыми остаются лишь 8 башен.

## Троицкий собор в культуре
История храма положена в основу романа Олеся Гончара «Собор» (1969).